# Laomedeia
Laomedeia /ˌleɪoʊməˈdiːə/, còn được gọi là Neptune XII, là một  vệ tinh dị hình chuyển động cùng chiều của Sao Hải Vương. Nó được Matthew J. Holman cùng các cộng sự phát hiện vào ngày 13 tháng 8 năm 2002. Trước khi công bố tên của nó vào ngày 3 tháng 2 năm 2007 (IAUC 8802), nó được gọi là S/2002 N 3.
Vệ tinh này quay quanh Sao Hải Vương ở khoảng cách khoảng 23.571.000 km, có đường kính khoảng 42 km (giả sử suất phản chiếu là 0,04). Nó được đặt theo tên của Laomedeia, một trong 50 Nereid.